# Trachycarpus
Trachycarpus és un gènere de palmeres amb 10 espècies. És nadiu d'Àsia, des de l'Himàlaia al l'est de la Xina. Són palmeres amb fulles en forma de ventall o palmada. Totes les espècies són dioiques.

## Cultiu i usos
L'espècie cultivada més comuna és Trachycarpus fortunei, una palmera força resistent al fred que és cultivada amb èxit en llocs tan al nord com Escòcia i sud-oest de Noruega, sud i sud-oest d'Islàndia, extrem sud-oest d'Utah, costa de Nova Jersey i sud d'Alaska. La forma nana es coneix com a Trachycarpus wagnerianus.
Trachycarpus takil (la palmera Kumaon) és similar a T. fortunei, i probablement menys tolerant al fred. Altres espècies cultivades menys comunes són T. geminisectus, T. princeps, T. latisectus, T. martianus, T. nanus i T. oreophilus. T. martianus i T. latisectus no toleren el fred tant com T. fortunei, T. takil o T. wagnerianus. T. geminisectus, T. princeps i T. oreophilus són rares en cultiu.
Les fibres del tronc de Trachycarpus fortunei es cullen a la Xina i altres llocs per fer cordes i altres objectes basts però resistents.
Les espècies de Trachycarpus són aliment de les larves de lepidòpters com Paysandisia archon (registrat en T. fortunei).